# Sogdianos
Sogdianos (staropersky Sogdyána [  ]) byl perský velkokrál z rodu Achaimenovců vládnoucí v roce 423 př. n. l. Jeho otcem byl král Artaxerxés I., matkou konkubína Alogyné.
Sogdianos se na trůn dostal tím, že zosnoval vraždu legitimního krále a svého nevlastního bratra Xerxa II. (patrně v lednu 423). U moci se za podpory dvorské kamarily udržel jen krátký čas, než byl zajat a přinucen dalším ze svých nevlastních bratrů – Óchem – k rezignaci. Navzdory garancím jej dal Óchos (užívající jako král jména Dareios II.) posléze popravit. Byl první z několika obětí nového způsobu popravy za Dareiovy vlády, kterým bylo udušení v popelu. Dareios takto obešel slib daný Sogdianovi, že jej nenechá zabít mečem, jedem nebo hladem.